# Byvind (dator)
Byvind är SMHI:s och norska Meteorologisk institutts superdator från 2011. Det är Nationellt superdatorcentrum i Linköping som har hand om driften. Totalt har Byvind en datorkraft på 10,9 teraflops. Datorn har kostat 10,5 miljoner kronor. Med hjälp av superdatorn hoppades SMHI kunna nå statens mål på 85 procent korrekta endagsväderprognoser.